# Patrick Mareschal
Patrick Mareschal, né le 8 mai 1939 à Jonzac (Charente-Maritime), est un homme politique français, membre du Parti socialiste, le premier président de gauche du conseil général de la Loire-Atlantique (de 2004 à 2011).

## Biographie

### Carrière
En 1973, il est candidat du Mouvement réformateur (union du Centre démocrate et du Parti radical) dans la Quatrième circonscription de la Loire-Atlantique. Il obtient 19,9 % au premier tour, et 19,93 % au second tour. Il n'est pas élu.
En 1978, il est candidat du PRG dans la même circonscription.
Il est le premier adjoint du maire de Nantes, Jean-Marc Ayrault, de 1989 à 2001.
Il est président du Comité pour l'unité administrative de la Bretagne.
Il est président du Conseil général de Loire-Atlantique de 2004 à 2011.
Le 1er juillet 2010, il annonce qu'il ne briguera pas un nouveau mandat lors des élections cantonales de 2011 et qu'il quittera donc à cette date la présidence du conseil général de la Loire-Atlantique.

## Distinctions
- Collier de l'ordre de l'Hermine remis le 19 septembre 2015 au Palais des arts de Vannes[6].